# Церковь Святого Антония Падуанского (Кокшетау)
Ри́мско-католи́ческий прихо́д Свято́го Анто́ния Падуа́нского (каз. Әулие Энтони Падуя шіркеуі) — римско-католический костёл Святого Антония Падуанского находящийся в городе Кокшетау, Акмолинской области, Казахстана. Административно входит в состав Кокшетауского деканата, Архиепархии Пресвятой Девы Марии с центром в Астане.
Один из самых крупных храмов в Акмолинской области. Здание возведено в 1995—1997 годах. Расположена по адресу: ул. Акана-Серы, 7 (ранее Пролетарская улица); 020000; Кокшетау; Казахстан. В храме регулярно проводятся органные концерты.
В храме находится статуя Матери Божьей Фатимской, освященная Папой Римским Иоанном Павлом II, который в 2001 году посещал Казахстан.

## Описание
Архитектурное решение костела основано на стилизации форм готики. Единый прямоугольный в плане объём храма выделяется треугольной формой двускатной кровли и вертикалью звонницы над входом. С восточной стороны примыкает заниженный трехчастный объём алтаря и служб.
Фасады лаконичны, боковые пронизаны высокими стрельчатыми окнами в чередовании с лопатками по типу контрфорсов, завершенных башенками, возвышающимися над кровлей.
На главном фасаде многоярусная композиция небольших арочных проемов. Внутри единое пространство зала церкви отгорожено от алтаря арочным проемом. Главное оформление зала — подвесной кессонированный потолок из деревянных плашек.

## История общины и здания церкви
В городе Кокшетау в 1997 году была освящена церковь Св. Антония Падуанского по адресу ул. Акана-Серы, 7. Строилась она с благословения Апостольского Администратора Казахстана и Центральной Азии, епископа Яна Ленги, по проекту главного архитектора Виктора Мечиславовича Иваницкого. Этот храм — один из самых крупных в регионе.
С августа 1991 года в Кокшетау начались регулярные богослужения, которые проводились два раза в месяц отцом Кшиштофом Курыловичем.
6 октября 1992 года состоялась официальная регистрация прихода.
В апреле 1994 года администратором прихода Св. Антония стал священник Генрих Срока. Богослужения проводились в доме одной прихожанки по ул. Елемисова, 104 (ранее Фрунзе улица). В это время было начато строительство храма. 6 ноября 1994 года Администратором Римско-Католического прихода Св. Антония в г. Кокшетау был назначен священник Зигмунд Квечинский. Торжественное освящение совершил епископ Ян Ленга.
10 июня 1995 года бригадой каменщиков из Польши была заложена первая полоса кирпичей для возведения стен храма. 24 декабря 1995 года была совершена первая месса в подвале строящегося храма. Это событие совпало с великим торжеством Рождества Христова.
С 13—15 июня 1997 года в храме находилась статуя Фатимской Божьей Матери из Португалии. 15 июня 1997 года в воскресенье, храм прихода св. Антония был освящен и благословлен папским нунцием, архиепископом Марианом Олесьем. В церемонии участвовали епископ Ян Ленга, епископ Казимир Рычан из города Кельце (Польша), а также священники и монахини из соседних приходов.
С 12—22 июня 1999 года в храме располагались реликвии Терезы из Лизьё (Франция).
19 сентября 1999 года в присутствии епископа Яна Ленги, епископа Марьяна Флорчика — епископа Келецкой епархии, Томаша Пэта — архиепископа—митрополита Архиепархии Пресвятой Девы Марии в городе Нур-Султане, был произведен обряд освящения храма.
С июня 2000 года было начато строительство приходского дома, которое было окончено 30 октября 2002 года. 30 января 2003 года произошло освящение приходского дома нунцием архиепископом Иосифом Веселовским.
Летом, в середине августа[когда?]

, храм Св. Антония посещали представители епископата Европы в лице председателя — епископа Амедее Граб. В этой делегации принимали участие духовные лица — представители разных стран: Италии, Швейцарии, Польши, Литвы, Чехии, Украины, Азербайджана, Туркмении, Таджикистана и Молдавии. Посещение было приурочено ко дню памяти массовых репрессий.
После о. Зигмунда Квечинского, настоятелем 10 лет был о. Ежи Зиая, а затем настоятелем был назначен о. Войчех Скорупа Эрнест.

### Орган
В июне 1999 года в приходе впервые зазвучал 14-ти голосовой пневматический орган. Этот орган был предоставлен в дар от церкви Св. Станислава Костки из г. Познань (Польша). Орган прихода был построен в 1948 году. Его нахождение в храме связано не только с богослужениями. К примеру, в 2000 году здесь проходил фестиваль музыки И. С. Баха.